# Furnarius minor
Furnarius minor е вид птица от семейство Furnariidae.

## Разпространение
Видът е разпространен в Бразилия, Еквадор, Колумбия и Перу по бреговете на река Амазонка и някои от по-големите ѝ притоци.